# 陳其邁
陳 其邁（ちん きまい、チェン チーマイ、1964年〈民国53年〉12月23日 - ）は、中華民国（台湾）の医師（内科医、産婦人科医）、政治家（民主進歩党所属）。高雄市長（代理、2005年）、立法委員（通算5期）を経て、2018年中華民国統一地方選挙で高雄市長候補として出馬するも敗退。2019年より蘇貞昌内閣の行政院副院長。2020年8月、高雄市長に当選。祖籍は台南県善化鎮（現・台南市善化区）。

## 人物

### 学歴
- 高雄市私立道明高級中学[6]
- 高雄市立高雄高級中学[2]
- 中山医学大学医学部学士[2]
- 国立台湾大学公共衛生研究所預防医学碩士[2]

学生時代には父の陳哲男の影響もあり、三月学運に参加していた。台大ではのちに中華民国副総統となる陳建仁の門下生として公衆衛生分野も修めた。長庚医院（内科）医師、台北医学院講師、台湾医界連盟執行委員を経て、その後政界に進出した。

## 政治キャリア
党職員、立法委員（第3-5期、30歳で初当選）を経て、2005年に当時の高雄市長謝長廷が行政院長へ転身したことに伴い代理市長（直轄市では当時最年少）となり、第55回ベルリン国際映画祭で銀熊賞（芸術貢献賞）を受賞した台湾映画の『西瓜（原題：天邊一朵雲）』について、舞台となった高雄の知名度を飛躍させたとして、監督の蔡明亮に報奨金1,000万ニュー台湾ドルを授与している。同年8月に発生した高雄捷運建設事業現場での外国人労働者の暴動（zh:高雄捷運泰勞抗暴事件）で引責辞任。ロンドン・スクール・オブ・エコノミクス客員研究員（2005-2006）を経て、再度立法委員（第8、9期）を務める。

### 行政院副院長
2019年初夏に地元の高雄でデング熱が蔓延し、陳が中央政府の一員として派遣されたが、新市長の韓国瑜の対応の遅れが目立っていたことから中国語版ウィキペディアでは陳の記事に兼任高雄市長と記述されてしまうほどだった。

#### COVID-19

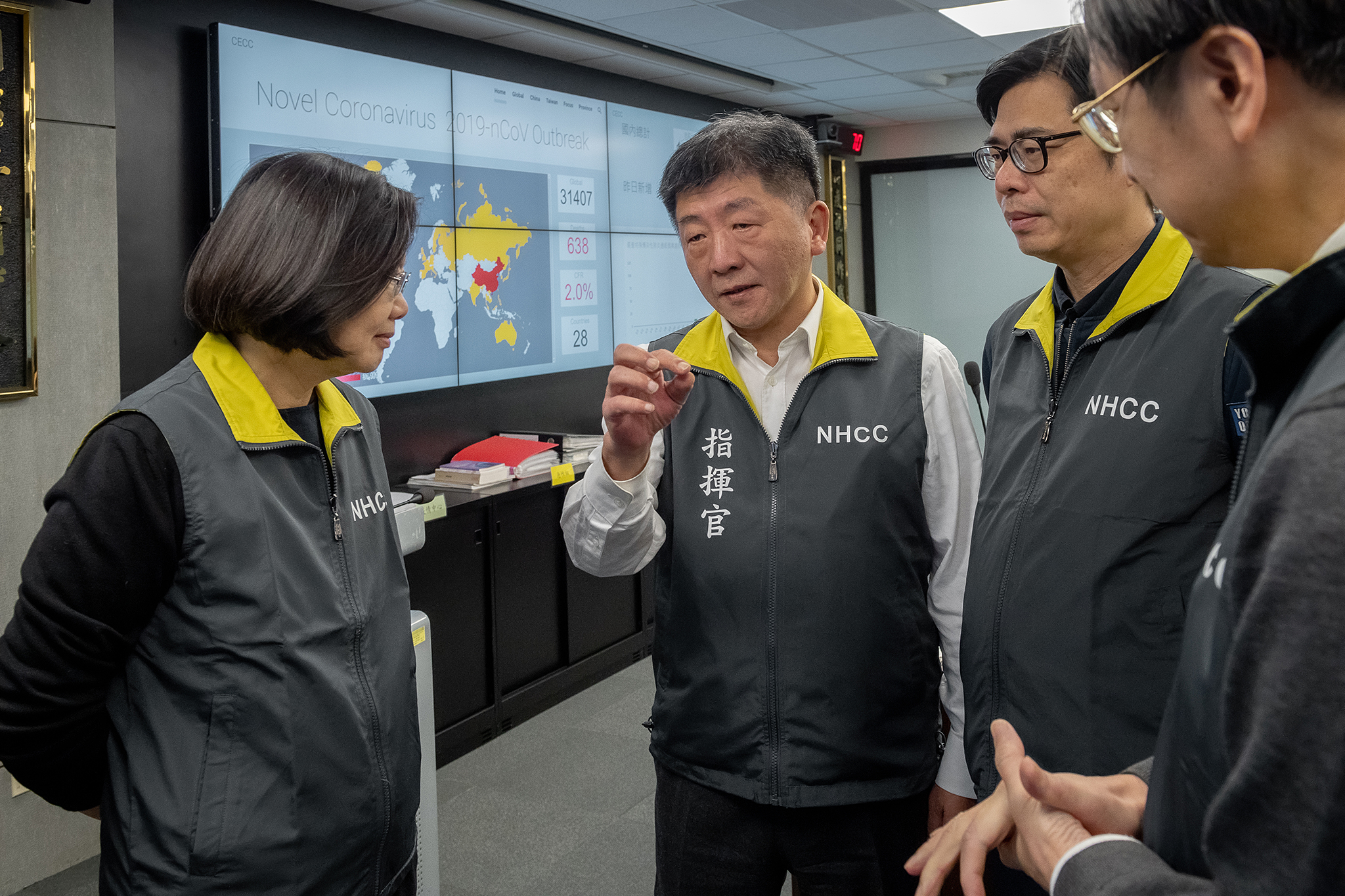
国家衛生指揮中心（NHCC）での蔡英文(左)、陳時中(中央)、陳其邁(右)。（2020年2月7日）

2019年末から2020年1月上旬にかけて、新型コロナウイルスの中国での流行とヒトからヒトへの感染可能性を察知すると、中華民国総統選挙を目前にし、かつ空軍ヘリ墜落事故などの対応にも追われる中でも、防疫の専門家として上官の蘇貞昌（行政院長）とともに水際対策における各省庁の横断的な調整を一手に担った。陳と行政院秘書長を務める李孟諺2人が各部会との協議で集約した意見を蘇に上申し、蘇が即座に政府決定として実行に移すという「鉄のトライアングル」と称される体制で防疫にあたった。
渡航歴や行動歴、マスク購入歴を健康保険ICカードと紐づけるシステムを数日で構築させた際には「まるで脅迫」と自嘲している。
マスクの確保では「予算と責任は自分が負う」として、沈栄津（経済部部長で工場自動化が専門）には国内での生産ライン構築に注力させ、在庫管理と製造装置の調達を支援。数ヶ月かかると言われた日産1,000万枚体制を1か月弱で実現した。流通面では唐鳳（IT担当政務委員）との会議で生まれたアイデアを採用し、実名制と在庫の可視化を通じてトップダウンながらも市民生活への影響を最小限に抑えるべく奔走した。
国民への広報は陳時中（中央流行疫情指揮中心（CECC）指揮官で衛生福利部部長）に一任し、自分は最前線に立つ時中の兵站役に徹していると語っている。

### 高雄市長選挙再出馬
2020年6月6日の罷免投票で韓国瑜の解任が決定し、12日に失職が決定したことに伴う補選（投票日は8月15日）で其邁の出馬が決定し、行政院長蘇貞昌へ辞表を提出した。
民選選挙が施行されて初の直轄市長補欠選挙は、期間中に女性高雄市議だった国民党の公認候補が国立中山大学での論文瓢窃疑惑が取りざたされたことや、陳が行政院副院長としての新型コロナ防疫で政治家として目に見える実績を残したことから序盤から陳陣営優位に展開し、2020年3度目となる市内大型投票だったことから投票率は正規の市長選から大幅に落ち込み、6月の罷免投票とほぼ同じ40%台だった。そのような情勢で陳は2014年の選挙で陳菊が記録した68%を更新する同市歴代最高の70.03%の得票率を獲得、38行政区中35行政区を制し圧勝した。阿蓮区では陳の得票率が77.69%に達し、年初の総統選・立法委員選および6月の罷免投票で全市最高の投票率だった橋頭区は今回も市内最高の投票率49.06%で、陳の得票率も77.32%だった。選挙期間中にはGoogleで『韓國瑜 發言人』の検索結果に陳が表示されたり、投票日前にもかかわらず中国語版ウィキペディアの陳の記事が『第3代高雄市長』と書き換えられるなどの騒動があった。8月21日、24日の就任を控え市政府の新人事を発表。

### 高雄市長（2020-）

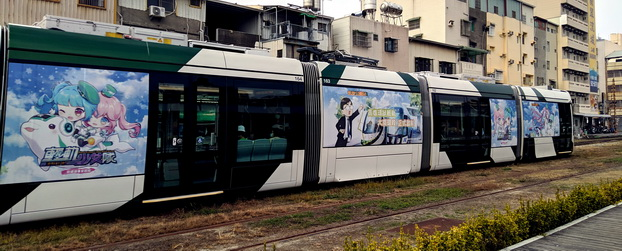
軽軌少女隊とともに高雄市長が描かれたされたLRTのラッピング列車（2021年1月）

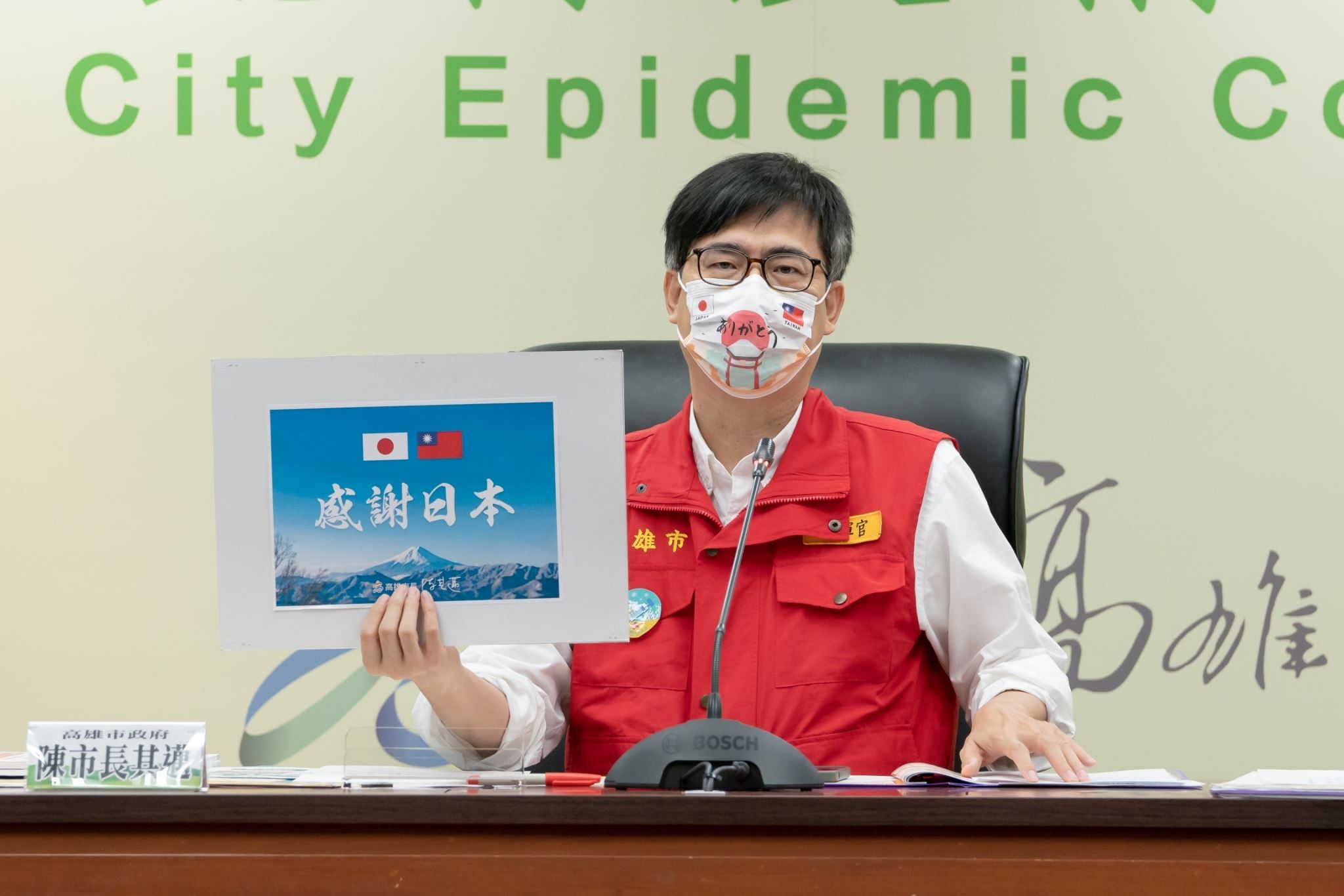
日本からのワクチン寄贈に謝意を表明（2021年7月8日）

市長当選後の市政府人事では3分の1の局処長ポストに女性を起用した。前任の韓国瑜が中断していた高雄ライトレール2期工事は、陳の就任2ヶ月後に再開が宣布された。

#### 市政でのコロナ防疫
2021年春以降の新型コロナ国内症例増加に伴い防疫アプリ『台灣社交距離』のダウンロード数が急増したが、台湾AIラボの杜奕瑾による開発に行政院副院長時代の陳も関与していた。
2021年5月、中央流行疫情指揮中心（CECC）が台北・新北両市に対する警戒レベル3級への引き上げを予告すると、高雄市がその対象外だったにもかかわらず準三級への引き上げを独自に実施することを発表し、感染拡大中でも違法営業を続ける市内の飲食店や風俗店などには電気や水道の供給停止などの取締強化を打ち出した。
新型コロナ軽症者用の防疫旅館（隔離用ホテル）を3,350室から2,000室増加、および感染が拡大していた北部での濃厚接触が疑われる者に対するIC健康保険証注記による医療機関への注意喚起、重症者用の病室2000床増加を表明し、病床増加数は感染が深刻な北部2市のそれを大幅に上回った。
市政府での防疫会議の内容は毎日15時の記者会見で公表されていたが、5月24日からは市政府が開設しているケーブルチャンネル、FMラジオ、FacebookおよびYoutubeでの生中継となり、文字情報や図表はLINEでも流通させるようになった。
6月、隣県の屏東県枋山郷で国内初のデルタ株クラスターが発生すると、ただちに市中医療機関を通じた支援を表明している。
同月末に鳳山区のアパートで2世帯の陽性症例が確認されると、直ちにPCR検査で陰性だった居住者100人以上に対し防疫旅館での14日間隔離措置を行い、当該地域感染者ゼロが継続した2週間後の解除時には、協力した住民に対し感謝の意を述べた。枋山のデルタ株はCECCが設置した前進指揮所を率いた王必勝により収束したが、鳳山症例ではCECCの直接介入なしで解除を達成している。
日本から寄贈されたアストラゼネカ製ワクチン1回目（124万人分）が台湾に到着した6月4日、「家族も仲間も、強い絆で結ばれていれば、どちらも同じように貴い（中国語: 家人也好、夥伴也罷，只要是彼此之間有強大的羈絆，都是一樣崇高。）」という鬼滅の刃のセリフを引用して感謝を表明した。市に割り当てられたワクチン9.2万人分が検品を経て15日午前に市内に搬入されると、14時には接種が実施された。会場を視察した陳は、接種者と取材陣がソーシャルディスタンスを確保していないことに不快感を表明している。接種には「宇美町方式」と呼ばれる大名行列スタイルを取り入れた「打狗快打」を実施している。
その後、日本政府が外務大臣茂木敏充を通じて2回目のワクチン寄贈に言及すると、同日の記者会見で日本への感謝を表明するとともに、市在住日本人に対し接種を打診しているが、日本人在住者は「このワクチンは台湾人のために送られたもの」として丁重に断っている。7月、日本からの2度目のワクチン到着時には市の防疫記者会見で「感謝日本」のフリップと、背景に富士山が描かれ日本語で「ありがとう」と書かれた特製マスクを用いて日本側に謝意を表明した。
2021年8月に発表された美麗島電子報による民調（世論調査）では、市民の防疫措置に対する満意度（支持率）は87.2%に達し、施政全体での支持率も79.9%となった。前月末に国策研究院文教基金会が実施した民調でも接種高齢者に対するタクシー送迎や宇美町方式が評価され、防疫措置は90.9%、施政全体でも84.2%が支持傾向だった。

## 家庭
父の陳哲男も立法委員などを務めた政治家。マレーシア系華僑の家系の夫人は其邁と同じ大学出身の産婦人科医で、高雄長庚医院での勤務を経て高雄市内で開業医。夫人との間に一男一女をもうけた。
第14代総統の蔡英文とともに猫好きで知られ、2018年の市長選挙で敗れて落胆する支持者に感謝と慰労の動画メッセージを配信中に飼い猫の小米（シャオミー、野良猫だったが陳が保護）が乱入し、視聴者の注目を浴びた。動画は累計55万人に視聴された。

## 選挙記録

高雄市長選挙得票分布。

| 年度 | 選挙                  | 選挙区                 | 所属政党   | 得票数    | 得票率 | 当選          | 注釈          |
| ---- | --------------------- | ---------------------- | ---------- | --------- | ------ | ------------- | ------------- |
| 1995 | 第3回立法委員選挙     | 高雄市第一選挙区       | 民主進歩党 | 38,367    | 10.60% |               | [ 50 ] [ 51 ] |
| 1998 | 第4回立法委員選挙     | 高雄市第一選挙区       | 民主進歩党 | 98,553    | 22.44% | [ 52 ] [ 53 ] |               |
| 2001 | 第5回立法委員選挙     | 高雄市第一選挙区       | 民主進歩党 | 56,550    | 14.49% | [ 54 ] [ 55 ] |               |
| 2012 | 第8回立法委員選挙     | 不分区および海外華僑枠 | 民主進歩党 | 4,556,424 | 34.62% | [ 56 ] [ 57 ] |               |
| 2016 | 第9回立法委員選挙     | 不分区および海外華僑枠 | 民主進歩党 | 5,370,953 | 44.06% | [ 58 ]        |               |
| 2018 | 第3回高雄市長選挙     | 高雄市                 | 民主進歩党 | 742,239   | 44.80% |               |               |
| 2020 | 第3回高雄市長補欠選挙 | 高雄市                 | 民主進歩党 | 671,804   | 70.03% |               |               |
| 2022 | 第4回高雄市長選挙     | 高雄市                 | 民主進歩党 | 766,147   | 58.10% |               |               |

## 著書
- 1995年 - 『新黨震盪』（廖雨辰との共著、ISBN 9579243018）
- 1995年 - 『台灣陣痛－急診台灣公共政策』（ISBN 9786666243876）

論文
- 2020年4月 - 『Containing COVID-19 Among 627,386 Persons in Contact With the Diamond Princess Cruise Ship Passengers Who Disembarked in Taiwan: Big Data Analytics』[59]（新型コロナウイルスでのビッグデータ活用に関するもの。共著）

翻訳
- 1999年 - 『顛覆左右：新世代的第三條路』（馬永成（中国語版）との共著。原著は元英国首相トニー・ブレアの「The Third Way: New Politics for the New Century」、ISBN 9571329584）
- 2001年 - 『失控的世界：全球化與知識經濟時代的省思』（原著は英国社会学者アンソニー・ギデンズの「Runaway world:how globalization is reshaping our lives」、ISBN 9571333050）

### 註釈
1. 1 2  産婦人科勤務の報道もあるほか[7]、中絶薬のミフェプリストンに関する知見を寄稿したこともある[10]。
2. ↑  韓国瑜のリコールに伴う補選のため、韓の本来の任期である2022年12月までの2年4ヶ月となる。
3. ↑  蘇貞昌が台北県長時代の県政府水利局長。
4. ↑  スポークスパーソンを意味する中国語。